# Ben & Tan
Ben & Tan er en dansk duo, bestående af Benjamin Rosenbohm og Tanne Balcells. De skulle have repræsenteret Danmark i Eurovision Song Contest 2020 med sangen Yes.
Duoen mødte hinanden i X-factor 2019.